# Jürgen Theobaldy
Jürgen Theobaldy, född 7 mars 1944 i Straßburg, är en tysk poet och romanförfattare bosatt i Bern, Schweiz. Han är inte översatt till svenska (2023).

## Liv och verksamhet
Jürgen Theobaldy föddes i Straßburg men växte upp i Mannheim, i en krigshärjad arbetarmiljö som ofta framträder genom erinringar i hans tidiga dikter. Han läste till lärare i Freiburg im Breisgau och Heidelberg. Därefter studerade han litteraturvetenskap vid såväl Ruprecht-Karls-Universität Heidelberg som Universität zu Köln, från 1974 även vid Freie Universität Berlin. Sedan 1984 bor han i Schweiz. 
Jürgen Theobaldy inledde sin författarbana under 1960-talets studentuppror. På 1970-talet utvecklade han i skarp kontrast till den tidens förhärskande ideal något han kallade alltagslyrik eller "vardagslyrik". För att minska känslan av alienation, som dikter utifrån abstrakta idéer gärna leder till, borde den enskilda människans upplevelse betonas. Theobaldy lyfte i sammanhanget fram bland andra Rolf Dieter Brinkmann som ett föredöme. Litteraturkritikern Marcel Reich-Ranicki ville se inriktningen som en del av en ny subjektivitet (Neue Subjektivität), som i motsats till en såväl samhällskritisk som experimentell litteratur präglades mer av det innerligt uppfattade och självupplevda. Vid sidan av sin poesi har Jürgen Theobaldy också utgivit ett flertal romaner och novellsamlingar.
Jürgen Theobaldys arkiv förvärvades 2010 av det litteraturarkiv [Schweizerische Literaturarchiv] som tillhör Berns nationalbibliotek [Schweizerische Nationalbibliothek].

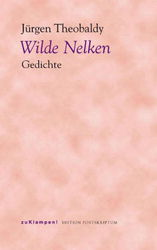
Diktsamlingen Wilde Nelken från 2005.

## Verk (urval)

### Poesi
- Sperrsitz (Köln: Palmenpresse, 1973)
- Blaue Flecken. Mit Zeichnungen von Berndt Höppner (Reinbek bei Hamburg: Rowohlt, 1974)
- Zweiter Klasse (Berlin: Rotbuch-Verlag, 1976)
- Drinks: Gedichte aus Rom (Heidelberg: Verlag Das Wunderhorn, 1979); lite omarbetad för en nyutgåva 1984 ihop med samlingen Midlands
- Schwere Erde, Rauch (Rowohlt, 1980)
- Die Sommertour (Rowohlt, 1983)
- Midlands (Heidelberg: Verlag Das Wunderhorn, 1984)
- In den Aufwind (Berlin: Friedenauer Presse, 1990)
- Der Nachtbildsammler (Köln: Palmenpresse, 1992)
- Immer wieder alles (Lüneburg: Klampen Verlag, 2000)
- Wilde Nelken (Springe: Klampen Verlag 2005)
- 24 Stunden offen (Ostheim/Rhön: Verlag Peter Engstler, 2006)
- Suchen ist schwer (Verlag Peter Engstler, 2012)
- Hin und wieder hin (Verlag Peter Engstler, 2015)
- Auf dem unberührten Tisch (Verlag Peter Engstler, 2019)
- Einfach um die Sonne (Eggingen: Klaus Isele Editor, 2021)
- Poesiealbum 368, Grafik Johannes Vennekamp (Wilhelmshorst: Märkischer Verlag, 2022)
- Guten Tag in Kyōto. Zwei Reisen in Tanka (Basel: Mäd Book Lyrik Elf, Mäd Books, 2022)
- Nun wird es hell und du gehst raus. Ausgewählte Gedichte (Göttingen: Wallstein Verlag, 2024)

### Novellsamlingar
- Das Festival im Hof : sechs Erzählungen (Berlin : Rotbuch-Verlag, 1985)
- In der Ferne zitternde Häuser (Heidelberg : Verlag Das Wunderhorn, 2000)
- Geschichten im Vorübergehen (Biel: verlag die brotsuppe, 2020)
- Mein Schützling (Berlin: Transit, 2023)
- Bis es passt. Zehn Erzählungen (Biel: verlag die brotsuppe, 2024)

### Romaner
- Sonntags Kino (Berlin: Rotbuch-Verlag, 1978)
  - Cinéma le dimanche, fransk översättning av Nicole Casanova (Paris: Hachette, 1980)
- Spanische Wände (Rowohlt, 1981)
- Trilogie der nächsten Ziele (Klampen Verlag, 2003)
- Aus nächster Nähe (Heidelberg: Verlag Das Wunderhorn, 2013)
- Rückvergütung (Verlag Das Wunderhorn, 2015)

### Redaktörskap och forskning
- Benzin. En tidskrift utgiven i Heidelberg och Köln. Årg. 1971 – 1973
- Veränderung der Lyrik. Litteraturvetenskapligt arbete tillsammans med Gustav Zürcher. Om västtysk poesi sedan 1965. (München: Edition Text + Kritik, 1976)
- Und ich bewege mich doch. Gedichte vor u. nach 1968. En diktantologi. (München: Beck, 1977; 1978)

### Fotnoter
1. ↑  Association Authors of Switzerland ID (former scheme): 1810, läst: 9 oktober 2017.[källa från Wikidata]
2. ↑  Brockhaus Enzyklopädie, Brockhaus Enzyklopädie-ID: theobaldy-jurgen, läst: 9 oktober 2017.[källa från Wikidata]
3. ↑  Heinz Ludwig Arnold & Hermann Korte (red.), Kritisches Lexikon der Gegenwartsliteratur, Kritisches Lexikon der Gegenwartsliteratur-ID: 16000000563.[källa från Wikidata]
4. ↑  Gemeinsame Normdatei, läst: 11 december 2014.[källa från Wikidata]
5. ↑  Gemeinsame Normdatei, läst: 25 juni 2015.[källa från Wikidata]
6. ↑  Se de:Neue Subjektivität.